# Musteriense de tipo Quina-Ferrassie
Musteriense de tipo Quina-Ferrassie, también denominado «Charentiense» (de la région histórica de las Charentes, a la que corresponde el actual departamento francés de Charente), es un tipo de industria lítica del paleolítico medio, en concreto del Musteriense, suele dividirse en varios grupos. El Musteriense de tipo Quina-Ferrassie sería uno de esos tipos. Esta sistematizacion fue realizada por François Bordes, basándose en las industrias que hay en abrigos y cuevas del sudoeste francés.
Se caracteriza por un alto porcentaje de raederas (50%-80%). Dentro de las raederas, aparecen unas más especiales que no se encuentran en los otros musterienses: raederas simples macizas, bastante convexas, con retoque escamoso escalariforme, numerosas raederas transversales convexas con el mismo tipo de retoque y raederas con retoque bifaz a veces total.
Hay algunos raspadores que a menudo tienden hacia formas con muesca o prominencia, pocos bifaces. No existen cuchillos con dorso (láminas), y pocos denticulados.
No se utiliza el Método Levallois.